# Manyonia peculiaris
Manyonia es un género monotípico de plantas fanerógamas perteneciente a la familia de las asteráceas. Su única especie, Manyonia peculiaris, es originaria de Tanzania.

## Descripción
Es una hierba anual que alcanza un tamaño de 30-120 cm de altura, con tallos muy ramificados, las ramas delgadas y ascendentes, poco pubescentes con  pelos simples y asimétricos en forma de T. Hojas elípticas, de 2.5-20 cm de largo, 0.8-8.5 cm de ancho, base cuneada o las hojas proximales atenuada cuneada, márgenes serrados, ápice corto acuminado, apiculado, con glándulas sésiles debajo. Capitulescencias subsésiles en los nodos de largas ramas arqueadas, en cimas escorpioides aparentemente espigadas y secundarias; tallos de capítulos individuales muy cortos, ascendente-pubescentes; involucro, de 4.5-7 mm de largo; filarios en serie 3-4, de color verde claro con manchas más oscuras. Corola de color púrpura a malva pálido, raramente crema, 3-6 mm de largo, lóbulos de 1-1.5 mm de largo, glabros. Los frutos en aquenios cilíndricos, 1.4-2 mm de largo, 4-5-anguloso; vilanos exteriores con pequeñas escamas triangulares de 0.1-0.2 mm de largo, blancos interior del vilano, púrpura en la punta, de 3-5 mm de largo.

## Taxonomía
Manyonia peculiaris fue descrita por (Verdc.) H.Rob. y publicado en Kew Bull. 1956, 447 (1957).
Sinonimia
- Vernonia peculiaris Verdc.